# Дун Юань
Дун Юань (董源, д/н —962) — китайський художник-пейзажист часів царства Південна Тан, працював у 934–962 роках.

## Життєпис
Про дату народження нічого невідомо. Народився в Чжунліне (провінція Цзяннань). У часи Дун Юаня цей район входив до складу царства Південна Тан. Майже весь період творчої активності майстра припав на час правління імператора Лі Цзіна. Дун Юань був помічником директора відомства імператорських парків. І як багато китайських чиновників тієї епохи на дозвіллі займався живописом. Втім, низка дослідників вважає, що після того, як наступний імператор Південної Тан Лі Юй у 961 році заснував Академію, Дун Юань все ж став її членом і знайшов там безліч послідовників й учнів, серед яких особливо виділяється Цзюй-жань.

## Творчість
Малював тільки пейзажі, працював у монохромній техниці. Водночас наслідував Лі Сисюню та Ван Вею у поліхромному пейзажі. Характерним прикладом є сувій «Свято викликання дощу» (інші варіанти перекладу «Свято на честь імператора» або «Річковий пейзаж»).
Дун Юань поповнив перелік засобів накладення туші новими прийомами, які відображені в особливих, властивих тільки йому мазках пензля, вільних та брутальних. Характерною рисою було створення сувоїв, на яких композиція сформована широкими, горизонтальними площинами річок і озер, цим вона радикально відрізнялася від «північної школи», в якій домінували вертикалі гір. Три найбільш відомих пейзажі Дун Юаня — «Літній вигляд Цзяннані», «Літні гори», «Річки Сяо і Сян» відзначені саме такими композиційними рішеннями.
Дун Юань використовував сувої не тільки горизонтального формату. Зберіглося декілька вертикальних сувоїв з його краєвидами, в яких він зображував або види Цзяннань, наприклад «Зимові гаї і шаруваті берега», де можна бачити абсолютно розкуту роботу пензлем на дальніх планах, або писав піднесений, створений уявою ландшафт, наприклад, «Даоський храм в горах», «Річковий берег».
Тематика творів Дун Юаня не обмежувалася виключно пейзажем. Він також малював тварин, зокрема: «Буйволи, які пасуться навесні на болоті», «Буйвол», «Тигр». Однак ці роботи не дійшли до наших днів, і завдяки пізнішій критиці, зокрема, трактатам Дун Цічао, в історії китайського мистецтва Дун Юань прославився як один із засновників «південної школи» пейзажу.